# William A. Shinkman
William Anthony Shinkman, nato Schinkmann (Reichenberg, 25 dicembre 1847 – Grand Rapids, 25 maggio 1933), è stato un compositore di scacchi statunitense.
Nato in Boemia da una famiglia tedesca, si trasferì con la famiglia negli Stati Uniti all'età di sette anni, stabilendosi prima a Baltimora e poi a Grand Rapids, nel Michigan.
Cominciò a comporre problemi di scacchi nel 1870, e in un arco di sessant'anni ne compose circa 3000, la maggior parte ortodossi ma anche fairy e automatti. Assieme a Sam Loyd, del quale era un grande amico, è stato uno dei più famosi problemisti americani del periodo tra la fine dell'Ottocento e l'inizio del Novecento. Era chiamato The Wizard of Grand Rapids (il mago di Grand Rapids). Firmò spesso i suoi lavori con lo pseudonimo M. Ham Nawki.
Fu redattore della rubrica problemistica della rivista Lasker's Chess Magazine.
Scrisse Useful, curious, puzzling (Grand Rapids, 1896) e In re the 418 suimate (1907). Max Weiss pubblicò una raccolta di 240 suoi problemi (Potsdam, 1903).
Alain Campbell White gli dedicò il Nr. 37 della famosa «Christmas Series»: The Golden Argosy: 600 Chess Problems (in collaborazione con Otto Wurzburg e George Hume; Stroud, 1929).
Otto Wurzburg, figlio di sua sorella Mary Pauline Schinckmann, diventò anch'egli un famoso problemista.

## Un problema di William Shinkman
|   | a | b | c | d | e | f | g | h |   |
| 8 | a6 pedone del nero · a5 re del nero · a4 pedone del bianco · h4 torre del bianco · a3 pedone del bianco · d3 re del bianco · a2 pedone del bianco · f2 alfiere del bianco · g2 alfiere del bianco | a6 pedone del nero · a5 re del nero · a4 pedone del bianco · h4 torre del bianco · a3 pedone del bianco · d3 re del bianco · a2 pedone del bianco · f2 alfiere del bianco · g2 alfiere del bianco | a6 pedone del nero · a5 re del nero · a4 pedone del bianco · h4 torre del bianco · a3 pedone del bianco · d3 re del bianco · a2 pedone del bianco · f2 alfiere del bianco · g2 alfiere del bianco | a6 pedone del nero · a5 re del nero · a4 pedone del bianco · h4 torre del bianco · a3 pedone del bianco · d3 re del bianco · a2 pedone del bianco · f2 alfiere del bianco · g2 alfiere del bianco | a6 pedone del nero · a5 re del nero · a4 pedone del bianco · h4 torre del bianco · a3 pedone del bianco · d3 re del bianco · a2 pedone del bianco · f2 alfiere del bianco · g2 alfiere del bianco | a6 pedone del nero · a5 re del nero · a4 pedone del bianco · h4 torre del bianco · a3 pedone del bianco · d3 re del bianco · a2 pedone del bianco · f2 alfiere del bianco · g2 alfiere del bianco | a6 pedone del nero · a5 re del nero · a4 pedone del bianco · h4 torre del bianco · a3 pedone del bianco · d3 re del bianco · a2 pedone del bianco · f2 alfiere del bianco · g2 alfiere del bianco | a6 pedone del nero · a5 re del nero · a4 pedone del bianco · h4 torre del bianco · a3 pedone del bianco · d3 re del bianco · a2 pedone del bianco · f2 alfiere del bianco · g2 alfiere del bianco | 8 |
| 7 | a6 pedone del nero · a5 re del nero · a4 pedone del bianco · h4 torre del bianco · a3 pedone del bianco · d3 re del bianco · a2 pedone del bianco · f2 alfiere del bianco · g2 alfiere del bianco | a6 pedone del nero · a5 re del nero · a4 pedone del bianco · h4 torre del bianco · a3 pedone del bianco · d3 re del bianco · a2 pedone del bianco · f2 alfiere del bianco · g2 alfiere del bianco | a6 pedone del nero · a5 re del nero · a4 pedone del bianco · h4 torre del bianco · a3 pedone del bianco · d3 re del bianco · a2 pedone del bianco · f2 alfiere del bianco · g2 alfiere del bianco | a6 pedone del nero · a5 re del nero · a4 pedone del bianco · h4 torre del bianco · a3 pedone del bianco · d3 re del bianco · a2 pedone del bianco · f2 alfiere del bianco · g2 alfiere del bianco | a6 pedone del nero · a5 re del nero · a4 pedone del bianco · h4 torre del bianco · a3 pedone del bianco · d3 re del bianco · a2 pedone del bianco · f2 alfiere del bianco · g2 alfiere del bianco | a6 pedone del nero · a5 re del nero · a4 pedone del bianco · h4 torre del bianco · a3 pedone del bianco · d3 re del bianco · a2 pedone del bianco · f2 alfiere del bianco · g2 alfiere del bianco | a6 pedone del nero · a5 re del nero · a4 pedone del bianco · h4 torre del bianco · a3 pedone del bianco · d3 re del bianco · a2 pedone del bianco · f2 alfiere del bianco · g2 alfiere del bianco | a6 pedone del nero · a5 re del nero · a4 pedone del bianco · h4 torre del bianco · a3 pedone del bianco · d3 re del bianco · a2 pedone del bianco · f2 alfiere del bianco · g2 alfiere del bianco | 7 |
| 6 | a6 pedone del nero · a5 re del nero · a4 pedone del bianco · h4 torre del bianco · a3 pedone del bianco · d3 re del bianco · a2 pedone del bianco · f2 alfiere del bianco · g2 alfiere del bianco | a6 pedone del nero · a5 re del nero · a4 pedone del bianco · h4 torre del bianco · a3 pedone del bianco · d3 re del bianco · a2 pedone del bianco · f2 alfiere del bianco · g2 alfiere del bianco | a6 pedone del nero · a5 re del nero · a4 pedone del bianco · h4 torre del bianco · a3 pedone del bianco · d3 re del bianco · a2 pedone del bianco · f2 alfiere del bianco · g2 alfiere del bianco | a6 pedone del nero · a5 re del nero · a4 pedone del bianco · h4 torre del bianco · a3 pedone del bianco · d3 re del bianco · a2 pedone del bianco · f2 alfiere del bianco · g2 alfiere del bianco | a6 pedone del nero · a5 re del nero · a4 pedone del bianco · h4 torre del bianco · a3 pedone del bianco · d3 re del bianco · a2 pedone del bianco · f2 alfiere del bianco · g2 alfiere del bianco | a6 pedone del nero · a5 re del nero · a4 pedone del bianco · h4 torre del bianco · a3 pedone del bianco · d3 re del bianco · a2 pedone del bianco · f2 alfiere del bianco · g2 alfiere del bianco | a6 pedone del nero · a5 re del nero · a4 pedone del bianco · h4 torre del bianco · a3 pedone del bianco · d3 re del bianco · a2 pedone del bianco · f2 alfiere del bianco · g2 alfiere del bianco | a6 pedone del nero · a5 re del nero · a4 pedone del bianco · h4 torre del bianco · a3 pedone del bianco · d3 re del bianco · a2 pedone del bianco · f2 alfiere del bianco · g2 alfiere del bianco | 6 |
| 5 | a6 pedone del nero · a5 re del nero · a4 pedone del bianco · h4 torre del bianco · a3 pedone del bianco · d3 re del bianco · a2 pedone del bianco · f2 alfiere del bianco · g2 alfiere del bianco | a6 pedone del nero · a5 re del nero · a4 pedone del bianco · h4 torre del bianco · a3 pedone del bianco · d3 re del bianco · a2 pedone del bianco · f2 alfiere del bianco · g2 alfiere del bianco | a6 pedone del nero · a5 re del nero · a4 pedone del bianco · h4 torre del bianco · a3 pedone del bianco · d3 re del bianco · a2 pedone del bianco · f2 alfiere del bianco · g2 alfiere del bianco | a6 pedone del nero · a5 re del nero · a4 pedone del bianco · h4 torre del bianco · a3 pedone del bianco · d3 re del bianco · a2 pedone del bianco · f2 alfiere del bianco · g2 alfiere del bianco | a6 pedone del nero · a5 re del nero · a4 pedone del bianco · h4 torre del bianco · a3 pedone del bianco · d3 re del bianco · a2 pedone del bianco · f2 alfiere del bianco · g2 alfiere del bianco | a6 pedone del nero · a5 re del nero · a4 pedone del bianco · h4 torre del bianco · a3 pedone del bianco · d3 re del bianco · a2 pedone del bianco · f2 alfiere del bianco · g2 alfiere del bianco | a6 pedone del nero · a5 re del nero · a4 pedone del bianco · h4 torre del bianco · a3 pedone del bianco · d3 re del bianco · a2 pedone del bianco · f2 alfiere del bianco · g2 alfiere del bianco | a6 pedone del nero · a5 re del nero · a4 pedone del bianco · h4 torre del bianco · a3 pedone del bianco · d3 re del bianco · a2 pedone del bianco · f2 alfiere del bianco · g2 alfiere del bianco | 5 |
| 4 | a6 pedone del nero · a5 re del nero · a4 pedone del bianco · h4 torre del bianco · a3 pedone del bianco · d3 re del bianco · a2 pedone del bianco · f2 alfiere del bianco · g2 alfiere del bianco | a6 pedone del nero · a5 re del nero · a4 pedone del bianco · h4 torre del bianco · a3 pedone del bianco · d3 re del bianco · a2 pedone del bianco · f2 alfiere del bianco · g2 alfiere del bianco | a6 pedone del nero · a5 re del nero · a4 pedone del bianco · h4 torre del bianco · a3 pedone del bianco · d3 re del bianco · a2 pedone del bianco · f2 alfiere del bianco · g2 alfiere del bianco | a6 pedone del nero · a5 re del nero · a4 pedone del bianco · h4 torre del bianco · a3 pedone del bianco · d3 re del bianco · a2 pedone del bianco · f2 alfiere del bianco · g2 alfiere del bianco | a6 pedone del nero · a5 re del nero · a4 pedone del bianco · h4 torre del bianco · a3 pedone del bianco · d3 re del bianco · a2 pedone del bianco · f2 alfiere del bianco · g2 alfiere del bianco | a6 pedone del nero · a5 re del nero · a4 pedone del bianco · h4 torre del bianco · a3 pedone del bianco · d3 re del bianco · a2 pedone del bianco · f2 alfiere del bianco · g2 alfiere del bianco | a6 pedone del nero · a5 re del nero · a4 pedone del bianco · h4 torre del bianco · a3 pedone del bianco · d3 re del bianco · a2 pedone del bianco · f2 alfiere del bianco · g2 alfiere del bianco | a6 pedone del nero · a5 re del nero · a4 pedone del bianco · h4 torre del bianco · a3 pedone del bianco · d3 re del bianco · a2 pedone del bianco · f2 alfiere del bianco · g2 alfiere del bianco | 4 |
| 3 | a6 pedone del nero · a5 re del nero · a4 pedone del bianco · h4 torre del bianco · a3 pedone del bianco · d3 re del bianco · a2 pedone del bianco · f2 alfiere del bianco · g2 alfiere del bianco | a6 pedone del nero · a5 re del nero · a4 pedone del bianco · h4 torre del bianco · a3 pedone del bianco · d3 re del bianco · a2 pedone del bianco · f2 alfiere del bianco · g2 alfiere del bianco | a6 pedone del nero · a5 re del nero · a4 pedone del bianco · h4 torre del bianco · a3 pedone del bianco · d3 re del bianco · a2 pedone del bianco · f2 alfiere del bianco · g2 alfiere del bianco | a6 pedone del nero · a5 re del nero · a4 pedone del bianco · h4 torre del bianco · a3 pedone del bianco · d3 re del bianco · a2 pedone del bianco · f2 alfiere del bianco · g2 alfiere del bianco | a6 pedone del nero · a5 re del nero · a4 pedone del bianco · h4 torre del bianco · a3 pedone del bianco · d3 re del bianco · a2 pedone del bianco · f2 alfiere del bianco · g2 alfiere del bianco | a6 pedone del nero · a5 re del nero · a4 pedone del bianco · h4 torre del bianco · a3 pedone del bianco · d3 re del bianco · a2 pedone del bianco · f2 alfiere del bianco · g2 alfiere del bianco | a6 pedone del nero · a5 re del nero · a4 pedone del bianco · h4 torre del bianco · a3 pedone del bianco · d3 re del bianco · a2 pedone del bianco · f2 alfiere del bianco · g2 alfiere del bianco | a6 pedone del nero · a5 re del nero · a4 pedone del bianco · h4 torre del bianco · a3 pedone del bianco · d3 re del bianco · a2 pedone del bianco · f2 alfiere del bianco · g2 alfiere del bianco | 3 |
| 2 | a6 pedone del nero · a5 re del nero · a4 pedone del bianco · h4 torre del bianco · a3 pedone del bianco · d3 re del bianco · a2 pedone del bianco · f2 alfiere del bianco · g2 alfiere del bianco | a6 pedone del nero · a5 re del nero · a4 pedone del bianco · h4 torre del bianco · a3 pedone del bianco · d3 re del bianco · a2 pedone del bianco · f2 alfiere del bianco · g2 alfiere del bianco | a6 pedone del nero · a5 re del nero · a4 pedone del bianco · h4 torre del bianco · a3 pedone del bianco · d3 re del bianco · a2 pedone del bianco · f2 alfiere del bianco · g2 alfiere del bianco | a6 pedone del nero · a5 re del nero · a4 pedone del bianco · h4 torre del bianco · a3 pedone del bianco · d3 re del bianco · a2 pedone del bianco · f2 alfiere del bianco · g2 alfiere del bianco | a6 pedone del nero · a5 re del nero · a4 pedone del bianco · h4 torre del bianco · a3 pedone del bianco · d3 re del bianco · a2 pedone del bianco · f2 alfiere del bianco · g2 alfiere del bianco | a6 pedone del nero · a5 re del nero · a4 pedone del bianco · h4 torre del bianco · a3 pedone del bianco · d3 re del bianco · a2 pedone del bianco · f2 alfiere del bianco · g2 alfiere del bianco | a6 pedone del nero · a5 re del nero · a4 pedone del bianco · h4 torre del bianco · a3 pedone del bianco · d3 re del bianco · a2 pedone del bianco · f2 alfiere del bianco · g2 alfiere del bianco | a6 pedone del nero · a5 re del nero · a4 pedone del bianco · h4 torre del bianco · a3 pedone del bianco · d3 re del bianco · a2 pedone del bianco · f2 alfiere del bianco · g2 alfiere del bianco | 2 |
| 1 | a6 pedone del nero · a5 re del nero · a4 pedone del bianco · h4 torre del bianco · a3 pedone del bianco · d3 re del bianco · a2 pedone del bianco · f2 alfiere del bianco · g2 alfiere del bianco | a6 pedone del nero · a5 re del nero · a4 pedone del bianco · h4 torre del bianco · a3 pedone del bianco · d3 re del bianco · a2 pedone del bianco · f2 alfiere del bianco · g2 alfiere del bianco | a6 pedone del nero · a5 re del nero · a4 pedone del bianco · h4 torre del bianco · a3 pedone del bianco · d3 re del bianco · a2 pedone del bianco · f2 alfiere del bianco · g2 alfiere del bianco | a6 pedone del nero · a5 re del nero · a4 pedone del bianco · h4 torre del bianco · a3 pedone del bianco · d3 re del bianco · a2 pedone del bianco · f2 alfiere del bianco · g2 alfiere del bianco | a6 pedone del nero · a5 re del nero · a4 pedone del bianco · h4 torre del bianco · a3 pedone del bianco · d3 re del bianco · a2 pedone del bianco · f2 alfiere del bianco · g2 alfiere del bianco | a6 pedone del nero · a5 re del nero · a4 pedone del bianco · h4 torre del bianco · a3 pedone del bianco · d3 re del bianco · a2 pedone del bianco · f2 alfiere del bianco · g2 alfiere del bianco | a6 pedone del nero · a5 re del nero · a4 pedone del bianco · h4 torre del bianco · a3 pedone del bianco · d3 re del bianco · a2 pedone del bianco · f2 alfiere del bianco · g2 alfiere del bianco | a6 pedone del nero · a5 re del nero · a4 pedone del bianco · h4 torre del bianco · a3 pedone del bianco · d3 re del bianco · a2 pedone del bianco · f2 alfiere del bianco · g2 alfiere del bianco | 1 |
|   | a | b | c | d | e | f | g | h |   |